# 세대 교번

양치식물의 생활사. 각각 독립적인 포자체와 배우체 세대를 볼 수 있다.

세대 교번(世代交番, alternation of generations)은 생물의 생활사에서 다세포성 두배수체의 홀씨체(포자체) 세대와 다세포성 홑배수체의 배우체 세대가 번갈아가면서 나타나는 현상을 말한다.

## 세대 교번 생활사

속씨식물의 생활사. 우리가 보통 보는 식물체는 홀씨체이며, 배낭과 화분립이 각각 다세포성의 암배우체(Megagametophyte)와 수배우체(Microgametophyte)로 세대 교번이 일어난다.

세대 교번은 다세포성 두배수체(배수성: 2n) 세대와 다세포성 홑배수체체(배수성: n) 세대가 번갈아서 나타나는 생활사를 통틀어 이르는 말이다. 즉, 단세포의 홑배수체 배우체를 갖고 그들이 수정하여 홀씨체를 형성하는 동물의 생활사는 세대 교번이라 하지 않는다. 세대 교번은 식물이나 일부 조류 등에서 나타나는 특징이다.
세대 교번 생활사를 순서대로 정리하면 다음과 같다. 홀씨체에서 감수분열을 통해 홑배수체의 단세포 홀씨가 생성된다. 홀씨는 체세포분열을 통해 다세포성의 배우체가 되고, 암배우체와 수배우체는 각각 체세포분열을 통해 홑배수체의 정자와 난자를 만든다. 정자와 난자가 만나 수정되면 두배수체의 접합자가 되고, 접합자는 체세포분열로 다시 다세포성의 홀씨체 개체가 되는 것으로 생활사가 완료된다.

## 세대 교번의 형태
세대 교번은 홀씨체와 배우체의 형태 차에 따라 두 가지로 분류할 수 있다.

### 동형 세대 교번
동형세대교대는 배우체와 홀씨체가 형태와 크기가 같은 경우를 말한다. 녹조류에 속하는 파래나, 홍조류에 속하는 김 등이 이런 특징을 가진다.

### 이형 세대 교번
이형세대교대는 배우체와 홀씨체가 형태나 크기가 다른 경우를 말한다. 일반적인 육상식물들은 대부분 이형 세대 교번을 하며, 다시마 등등 많은 세대 교번을 하는 조류들 역시 이형 세대 교번을 거친다. 이형 세대 교번은 배우체 우점 생활사와 홀씨체 우점 생활사를 포함한다.
- 배우체 우점 생활사 : 홑배수체의 배우체가 우점하는 생활사를 말한다. 배우체의 크기가 상대적으로 더 크고, 보통 생활사의 더 긴 기간을 차지한다. 예로는 선태식물이 있다.
- 홀씨체 우점 생활사 : 두배수체의 홀씨체가 우점하는 생활사를 말한다. 홀씨체의 크기가 상대적으로 더 크고, 보통 생활사의 더 긴 기간을 차지한다. 예로는 양치식물과 종자식물이 있다.

## 식물 생활사의 진화
선태식물과 양치식물은 둘 다 이형 세대 교번을 하지만, 그 양상은 정반대이다. 선태 식물에서는 홀씨체보다 배우체가 더 크게 발달하여 있다. 우리들이 이끼로 볼 수 있는 것은 배우체 세대의 식물체이며, 이른바 '이끼의 꽃'이 무성 세대의 홀씨체이다. 이러한 홀씨체는 영양적으로 배우체에 의존하고 있는, 즉 기생(寄生)의 형태를 취하고 있다. 한편, 양치식물에서는 배우체보다 홀씨체가 훨씬 크며, 조그맣게 퇴화된 배우체는 전엽체(前葉體)라고 불린다. 이러한 배우체는 홀씨체에서 떨어져 독립 생활을 영위한다. 식물의 진화 과정에서는, 원시적인 단계에서는 배우체가 우점하는 생활사를 가졌으며 현재 대부분의 식물에서 나타나는 홀씨체 우점 생활사는 파생되어 진화한 것이라고 보는 견해가 우세하다. 우선 육상식물의 조상격인 녹조류에서는 배우체가 우세한 생활사를 갖는 경우가 많으며, 선태식물과 비슷한 생활사를 가지는 원시 양치강 식물들 또한 그 증거가 될 수 있다. 이후 식물이 육상에 진출하고 정착함에 따라 수정에 물을 필요로 하는 배우체는 축소되지 않을 수 없었다는 것이다. 그러나 관다발을 발달시킨 양치 식물은 차차 홀씨체를 크게 발전시켜, 양치 식물형의 세대 교번이 확립된 것이라고 생각된다.